# Ryuji Fujiyama
Ryuji Fujiyama (藤山 竜仁 Fujiyama Ryuji?), född 9 juni 1973 i Kagoshima prefektur, är en japansk före detta fotbollsspelare.
Fujiyama började sin karriär 1992 i Tokyo Gas (FC Tokyo). Han spelade 409 ligamatcher för klubben. Med FC Tokyo vann han japanska ligacupen 2004 och 2009. 2010 flyttade han till Consadole Sapporo. Han avslutade karriären 2010.